# Peter Kloeppel

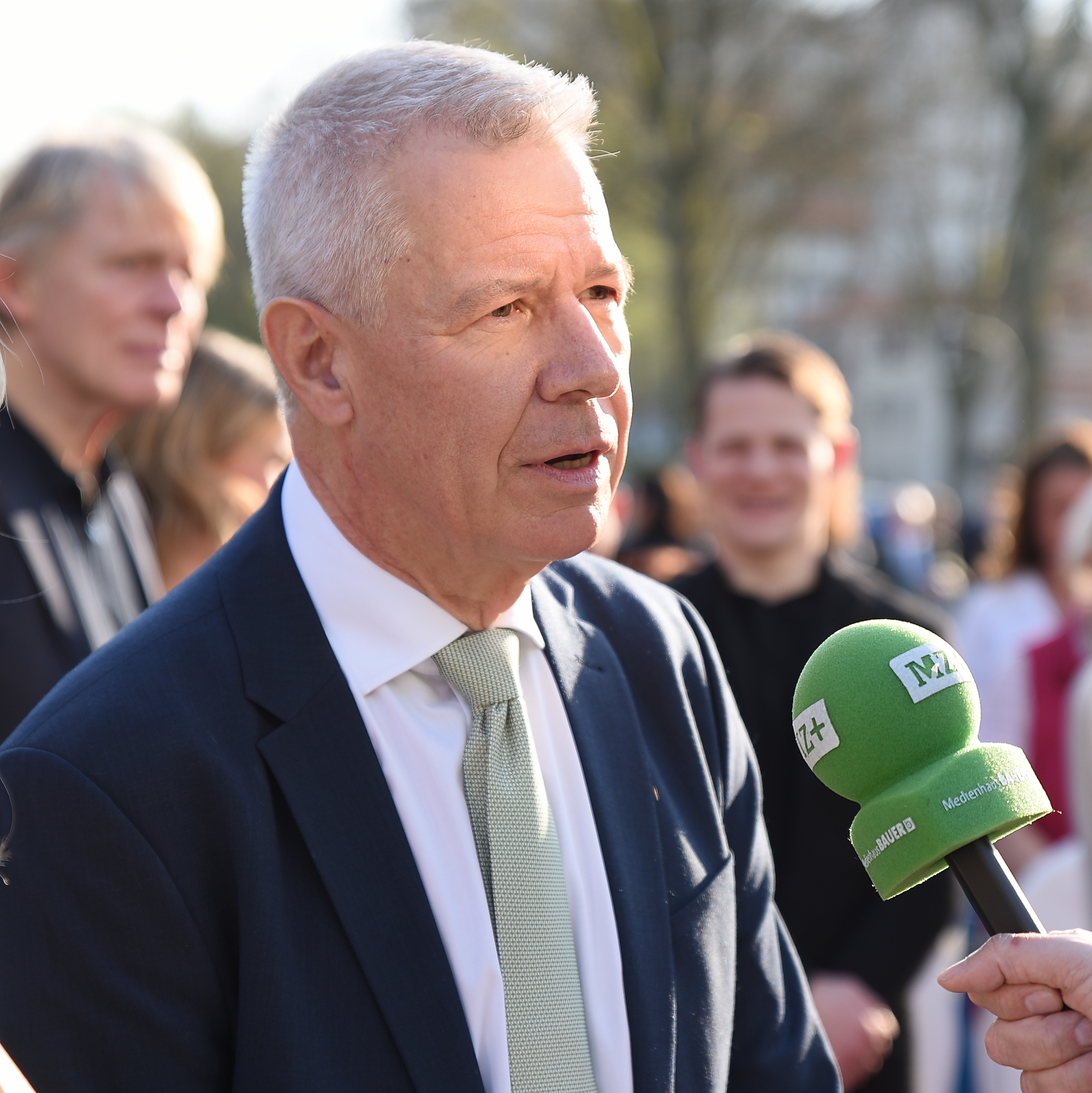
Peter Kloeppel, 2025

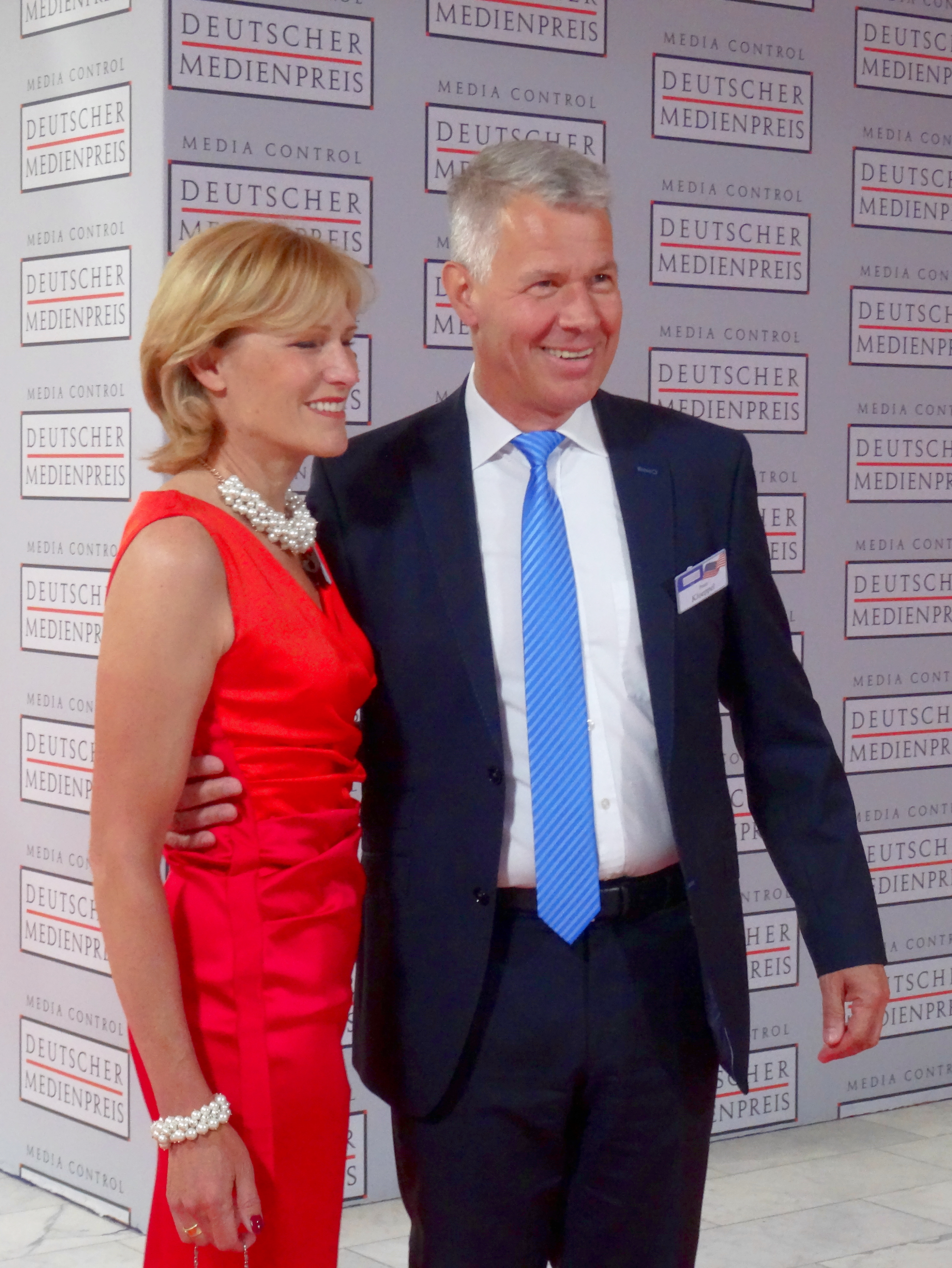
Peter Kloeppel mit Ehefrau Carol Kloeppel auf der Verleihung des Deutschen Medienpreises 2016 im Mai 2017 in Baden-Baden

Peter Gert Johannes Kloeppel (* 14. Oktober 1958 in Frankfurt am Main) ist ein deutscher Journalist und Fernsehmoderator. Von 1992 bis 2024 war er Chefmoderator von RTL Aktuell, außerdem war er von 2004 bis 2014 Chefredakteur von RTL.

## Leben
Peter Kloeppel wurde als Sohn des Diplomingenieurs und Statikers Edmund Kloeppel und dessen Frau Gerda, geb. Zelder, einer Sportlehrerin, in Frankfurt geboren. Nach dem Abitur 1977 an der Humboldtschule in Bad Homburg absolvierte Peter Kloeppel seinen Wehrdienst bei der Luftwaffe in Pinneberg und Kerpen. Anschließend nahm er das Studium der Agrarwissenschaften an der Georg-August-Universität Göttingen auf, das er 1983 als Diplom-Agraringenieur (Fachrichtung Tierproduktion) abschloss. Von November 1983 bis April 1985 besuchte er die Henri-Nannen-Journalistenschule in Hamburg; zu seinem Lehrgang gehörten der Schriftsteller Jörg-Uwe Albig, der Unternehmer Karl-Walter Freitag sowie der Osteuropa-Korrespondent Thomas Urban. In dieser Zeit sammelte er erste journalistische Erfahrungen mit Beiträgen für RTL plus in Luxemburg.
Ab 1985 arbeitete Kloeppel im Bonner Studio des Privatsenders RTL plus, bei dem er zwei Jahre später zum Studioleiter aufstieg. 1990 ging er als erster USA-Korrespondent für den Sender nach New York. Von dort lieferte er von Oktober 1990 bis März 1991 fast täglich live ausgestrahlte Hintergrundberichte zum Golfkrieg.
Im April 1992 wurde Peter Kloeppel Chefmoderator der Hauptnachrichten RTL aktuell, ab 1993 war er zudem stellvertretender Redaktionsleiter. Ab 1994 moderierte Peter Kloeppel auf RTL auch alle Wahlsendungen zu den Bundes- und Landtagswahlen. Am 1. November 2004 wurde Kloeppel zum RTL-Chefredakteur ernannt. Am 30. Juli 2014 gab Kloeppel seinen Rücktritt vom Amt des RTL-Chefredakteurs bekannt, um öfter die Familie seiner Frau in Amerika besuchen zu können. Er blieb weiterhin Chefmoderator bei RTL aktuell. Im Jahr 2015 feierte er sein 30-jähriges Dienstjubiläum. In einer von TV Digital 2011 durchgeführten Umfrage hielt eine relative Mehrheit (33 %) der Befragten Kloeppel für den kompetentesten männlichen Nachrichtenmoderator im deutschen Fernsehen, in derselben Umfrage war er der bekannteste männliche Nachrichtenmoderator im deutschen Fernsehen. Laut inoffiziellen Angaben von RTL verdiente Kloeppel als Moderator rund eine Million Euro pro Jahr. Gegenüber dem Spiegel erklärte Kloeppel im Jahr 2009, er lehne Nebentätigkeiten für Wirtschaftsunternehmen grundsätzlich ab, um journalistisch unabhängig zu bleiben.
Im Oktober 2020 verlängerte Kloeppel seinen Vertrag mit RTL um weitere vier Jahre. Im März 2024 gab Kloeppel bekannt, dass er Ende August 2024 seine letzte RTL-Aktuell-Sendung moderieren werde, die am 23. August 2024 ausgestrahlt wurde. Für die seit dem 6. April 1992 gemeinsam mit Ulrike von der Groeben moderierten insgesamt 4580 Sendungen erhielten die beiden von Guinness World Records den Weltrekord als „Longest Serving National News Anchor Duo“ verliehen.
Darüber hinaus gründete Kloeppel Anfang 2001 die RTL Journalistenschule für TV und Multimedia. Er ist deren Gründungsdirektor und war zusammen mit Leonhard Ottinger auch mehrere Jahre Geschäftsführer. Er moderierte das Fernsehduell jeweils zur Bundestagswahl 2002, 2005, 2009, 2013 und 2017. Zur Bundestagswahl 2021 moderierte er das Fernsehtriell.
Im Jahr 2008 übernahm Kloeppel die Schirmherrschaft des Deutschen Schülerzeitungspreises. Als Lesebotschafter der Stiftung Lesen wirbt er unter anderem in RTL-TV-Spots für das Lesen. Er sitzt zudem im Kuratorium von Journalists Network.
Im Jahr 1990 lernte Kloeppel in Washington, D.C. die aus Hastings, Minnesota, stammende Fernsehproduzentin Carol Sagissor kennen. 1993 heirateten die beiden. 1996 wurden sie Eltern einer Tochter, der deutsch-amerikanischen Musikerin Geena Kaye, die seit 2014 in New York lebt. Kloeppel lebt seit seinem Ruhestand im August 2024 gemeinsam mit seiner Frau in der Nähe von Sarasota im US-Bundesstaat Florida.

## Auszeichnungen
- Fernsehpreis des New York Festivals 1993: Ausgezeichnet in der Kategorie Best News Anchor
- Goldener Löwe: Preisträger 1996
- Bayerischer Fernsehpreis: Preisträger 1997 & 2012
- Telestar: Preisträger 1997
- Hans-Klein-Medienpreis: Preisträger 2001 & 2002
- Goldener Gong: Preisträger 2001
- Adolf-Grimme-Preis 2002: Ausgezeichnet in der Kategorie Spezial für seine Berichterstattung zu den Terroranschlägen am 11. September 2001 zusammen mit Volker Weicker
- Bambi: Preisträger 2008
- RIAS-Preis 2009: Ausgezeichnet für seine RTL-Dokumentation Amerika zwischen Angst und Aufbruch
- Robert-Geisendörfer-Preis 2024: Sonderpreis der Jury für sein jahrzehntelanges journalistisches Engagement und seine Verdienste als Gründungsdirektor der RTL-Journalistenschule.
- Guinness World Record 23. August 2024: Seit dem 6. April 1992 haben Peter Kloeppel und Ulrike von der Groeben insgesamt 4580 Sendungen gemeinsam moderiert – Weltrekord! Während der finalen Sendung überreichte Lena Kuhlmann von Guinness World Records den beiden die Auszeichnung als „Longest Serving National News Anchor Duo“.
- „Journalist des Jahres“ 2024 des „Medium Magazins“ in der Kategorie „Lebenswerk“.[15]